# Konstanz
Konstanz (franska: Constance) är en stad i Baden-Württemberg i södra Tyskland.
Folkmängden uppgår till cirka 86 000 invånare, på en yta av 54 kvadratkilometer. Konstanz ligger vid Bodensjön vid gränsen mot Schweiz. Floden Rhen flyter genom staden, norr om den gamla stadskärnan. Konstanz och den schweiziska staden Kreuzlingen bildar en sammanhängande stadsbebyggelse med strax över 100 000 invånare; riksgränsen går där städerna möts, rakt igenom bebyggelsen.
Staden ingår i kommunalförbundet Konstanz tillsammans med kommunerna Allensbach och Reichenau.
Konstanz var sannolikt en handelsplats redan under kelterna, fick sitt namn under romersk tid efter Constantius I Chlorus, blev 549 biskopssäte och 1192 fri riksstad. Den var under 1100-talet en betydande handelsstad och stapelort för linnevaror. Här slöts 1183 freden mellan Fredrik I Barbarossa och Lombardiska statsförbundet. 1548 tillföll Konstanz huset Habsburg och förlorade efter motreformationen sin betydelse som handelsstad. 1805 tillföll Konstanz Storhertigdömet Baden och upplevde en ny uppblomstring som industri- och handelsstad.
Vid konciliet i Konstanz (1414-1418) försökte man bilägga den stora schismen inom den västliga kyrkan. Vid konciliet ställdes även Jan Hus till svars för sina påstådda kätterska läror, varefter han dömdes till döden och brändes på bål.
Konstanz har även ett av Tysklands främsta universitet, Universität Konstanz, som är särskilt framträdande inom bland annat statsvetenskap.